# Antoine de Castellane
 Antoine de Castellane-Novejean, 3e marquis de Castellane, né le 12 mai 1844 à Paris et mort le 10 décembre 1917 à Paris, est un aristocrate français qui fut député du Cantal et père du fameux élégant Boni de Castellane.

## Biographie
Boniface Antoine de Castellane-Novejean est issu d'une maison d'ancien lignage, la famille de Castellane. 
Il est le fils du marquis Henri Charles Louis Boniface de Castellane (fils du maréchal de Castellane), député du Cantal, et de son épouse, née Pauline de Talleyrand.
Il suit ses études au petit séminaire de La Chapelle-Saint-Mesmin, dirigé alors par Mgr Félix Dupanloup, évêque d'Orléans.
Antoine de Castellane épouse à Paris, le 3 avril 1866, Madeleine de Juigné qui lui donne quatre fils: 
- Boniface (1867-1932), fameux dandy qui épousera en 1895 Anna Gould
- Jean (1868-1965), qui épousera en 1898 Dolly de Talleyrand
- Jacques (1870-1876)
- Stanislas (1875-1959), qui épousera en 1901 Natalia Terry y Sanchez (sœur d'Emilio Terry).

Le marquis de Castellane demeurait dans son château de Juigné-sur-Sarthe, en dehors des mois où il était à Paris. Pendant la guerre de 1870, il servit sous les ordres du maréchal Bazaine, il fut enfermé avec celui-ci dans Metz tandis que le prince Frédéric-Charles de Prusse, un de ses cousins par alliance, célébrait avec faste l'instauration de l'Empire Allemand dans le château de Rochecote qui appartenait à la mère du marquis.
Secrétaire de l'Assemblée, Il prend une part active aux travaux et repousse les lois constitutionnelles.

## Sources
- « Antoine de Castellane », dans Adolphe Robert et Gaston Cougny, Dictionnaire des parlementaires français, Edgar Bourloton, 1889-1891 [détail de l’édition]